# Octobre 1955

## Évènements
- France : présentation à Paris de la Citroën DS
- Exposition Yves Klein à Paris.

- 2 octobre : 
  - Adoption par la Chambre des Communes du Canada de la loi sur l'Assurance-chômage.
  - Célébration du Jubilé du Couronnement de l’empereur d’Éthiopie Hailé Sélassié. Il proclame une nouvelle extension de la constitution.

- 3 octobre :
  - Brésil : Juscelino Kubitschek est élu président de la République. Il va tenter de relever le pays, mais devra faire face à des émeutes estudiantines et ouvrières[1].
  - Au Cambodge, Norodom Sihanouk se proclame Premier ministre.

- 6 octobre : 
  - gouvernement conservateurs en Grèce de Constantin Caramanlis (fin en 1963).
  - Première présentation de la Citroën DS au salon de l'auto de Paris. Elle sera élue "voiture du siècle" en 2009 par le "Classic and sports cars magazine".

- 11 octobre : l'Iran rejoint le pacte de Bagdad.

- 18 octobre : Buganda Agreement[2]. Une constitution établit un système ministériel en Ouganda. Les Africains obtiennent la moitié des soixante sièges du Conseil législatif. Retour du roi du Buganda.

- 22 octobre : 
  - fondation du journal Résistance algérienne (organe officiel de communication du Front de libération nationale).
  - premier vol du prototype de chasseur-bombardier américain Republic F-105 Thunderchief.

- 25 octobre : premier vol du prototype de chasseur suédois Saab 35 Draken.

- 26 octobre : proclamation à Saïgon de la République du Viêt Nam (Ngô Đình Diệm président). Déposition de l’empereur Bảo Đại au Viêt Nam à la suite du référendum du 23 octobre. Ngô Đình Diệm, élu chef de l’État, institue une véritable dictature et se tourne de plus en plus vers les États-Unis.

## Naissances
- 1er octobre : Beytocan, musicien kurde († 12 septembre 2023).
- 3 octobre :  David Silveti, matador mexicain.
- 5 octobre : 
  - Caroline Loeb, chanteuse française.
  - Sandra Torres, femme politique Guatémaltèque.
- 6 octobre : Djovi Gally, homme politique togolais († 27 septembre 2023).
- 7 octobre : Dave Van Kesteren, marchand d'automobiles et homme politique fédéral.
- 8 octobre : Bill Elliott, pilote automobile américain de NASCAR.
- 9 octobre : Thierry Herzog, avocat français.
- 10 octobre : Philippe Lioret, réalisateur et scénariste français.
- 11 octobre : Moctar Ouane, homme politique malien premier ministre du Mali de 2020 a 2021.
- 12 octobre : 
  - Brigitte Lahaie, actrice et animatrice radio française.
  - Serge Venturini, poète français.
  - Jane Siberry, chanteuse.
- 15 octobre : Tanya Roberts, actrice américaine († 4 janvier 2021).
- 16 octobre : 
  - Ellen Dolan, actrice américaine de théâtre, de cinéma et de télévision.
  - Wilf Paiement, joueur de hockey.
- 17 octobre : Sam Bottoms, acteur et producteur américain.
- 20 octobre : Marc Toesca, animateur de radio et de télévision français.
- 23 octobre : Andrew Cohen, auteur américain († 25 mars 2025).
- 26 octobre : Stephen K. Robinson, astronaute américain.
- 28 octobre : 
  - Ramina Beradzé, économiste et femme politique géorgienne.
  - Bill Gates, cofondateur de Microsoft.
  - Yves Simoneau, réalisateur, scénariste, producteur et monteur canadien.
- octobre : Jean-Louis Levet, Économiste français.

## Décès
- 9 octobre : Theodor Innitzer, cardinal autrichien, archevêque de Vienne (° 25 décembre 1875).